# Mitsuki Saiga
Mitsuki Saiga (斎賀 みつき?, Saiga Mitsuki; Prefettura di Saitama, 12 giugno 1973) è una doppiatrice giapponese.

## Doppiaggio

### TV SHOW
- Ohasuta (Prinz Saiger- Beauty Question)

### Anime
- 100% Fragola (Shiori Kurokawa)
- .hack//Roots (Cashmere)
- .hack//SIGN (Elk, Tsukasa)
- 07-Ghost (Teito Klein)
- Aikatsu Planet! (Aurora Pegasus; Pegasus Angel)
- Black Cat (Lin Shaolee)
- Black Clover (Henry Legolant)
- Bleach (Zabimaru)
- D.Gray-man (Debitto)
- Darker Than Black: Ryūsei no gemini (Mina Hazuki)
- Deltora Quest (Dain)
- Drifters (Yoichi)
- Fullmetal Alchemist (Maria Ross)
- Genshiken (Makoto Kousaka)
- Get Backers (MakubeX)
- Gilgamesh (La contessa di Werdenberg)
- Hellsing Ultimate (Heinkel Wolfe)
- Hirogaru Sky! Pretty Cure (Capitano Shalala)
- Host Club - Amore in affitto (Benio Amakusa)
- Inazuma Eleven GO (Shindou Takuto)
- Itazura na Kiss (Kikyou Motoki)
- Ikki Tōsen: Dragon Destiny (Shiba'i Chuutatsu)
- Jujutsu Kaisen (Uraume)
- King of Bandit Jing (Jing)
- Kiratto Pri Chan (Meiko; Solulu)
- Kuroshitsuji (Edoardo V)
- Koutetsu Sangokushi (Ryoutou Kouseki)
- Kyo Kara Maoh! (Wolfram von Bielefeld - Rufus von Bielefeld)
- L'attacco dei giganti (Yelena)
- La legge di Ueki (Robert Haydn)
- Le Portrait de Petit Cossette (Eiri Kurahashi)
- Loveless (Natsuo Sagan)
- MÄR (Phantom)
- Mazinkaiser (Jun Hono)
- Mega Man NT Warrior (Eugene Chaud)
- Mobile Suit Gundam 00 (Revive Revival)
- Monochrome Factor (Haruka Kujo)
- Moyashimon (Kei Yūki)
- Mai-HiME (Chie Harada)
- Mai-Otome (Chie Hallard)
- Mai-Otome Zwei (Chie Hallard)
- Nabari no Ou (Yoite)
- Nadja (Francis Harcourt, Keith Harcourt)
- Nurse Witch Komugi (Kyousuke Date)
- Peace Maker Kurogane (Okita Sōji)
- Pita Ten (Takashi "Ten-chan" Ayanokoji)
- Pokémon: Advanced Generation (Drew)
- Pocket Monsters (2023) (Capsi)
- PriPara (Hibiki Shikyoin)
- R.O.D the TV (Junior)
- Rockman EXE (Enzan Ijuin)
- Seikai no senki (Sobach Üémh Dor Ïuth)
- Sekirei (Haihane)
- Sfondamento dei cieli Gurren Lagann (Rossiu Adai)
- Shakugan no Shana (Johan)
- Shaman King (Amidamaru da giovane)
- Shugo Chara! (Kairi Sanjo)
- Soul Taker (Kyousuke Date)
- Superior Defender Gundam Force (Zero)
- Tsubasa RESERVoir CHRoNiCLE (Kakyo)
- Triangle Heart (Misato Mikami)
- Uchū no Stellvia (Masaru Odawara)
- Verso la Terra... (Jomy Marcus Shin)
- Zoids: Chaotic Century (Raven)
- Zoids: New Century Zero (Jamie Hemeros)

### Videogiochi
- .hack//G.U. (Endrance)
- .hack//Infection (Elk)
- .hack//Mutation (Elk, Tsukasa)
- .hack//Outbreak (Elk, Tsukasa)
- .hack//Quarantine (Elk, Tsukasa)
- Baten Kaitos Origins (Nasca)
- Bravely Default (Tiz Arrior)
- Bravely Second: End Layer (Tiz Arrior)
- Bravely Default II (Gladys Kelly)
- Dragon Quest Rivals (Foster, Eroe/Lucente)
- Dragon Quest XI S: Echi di un'era perduta - Edizione Definitiva (Eroe/Lucente, Alto Lama)
- Drakengard 3 (Dito)
- Hyrule Warriors (Lavio)
- Luminous Arc (Johannes)
- Mega Man Network Transmission (Eugene Chaud)
- Monster Hunter Wilds (Erik)
- Rumble Roses (Noble Rose/Evil Rose)
- Rumble Roses XX (Noble Rose/Evil Rose)
- Samurai Shodown V (Yumeji Kurokouchi)
- Samurai Shodown VI (Yumeji Kurokouchi)
- Senran Kagura: New Wave (Leo)
- Senran Kagura: Peach Beach Splash (Leo)
- Shinobi Master Senran Kagura: New Link (Leo)
- Star Ocean: The Last Hope (Faize Sheifa Beleth)
- Street Fighter 6 (Marisa)
- Summon Night Craft Sword Monogatari: Hajimari no Ishi (Killfith)
- Super Smash Bros. Ultimate (Eroe/Lucente)
- Tales of the Tempest (Lukius Bridges)
- The Legend of Zelda: A Link Between Worlds (Link, Lavio, Grì, Irene)
- The Legend of Zelda: Tri Force Heroes (Link)
- The Legend of Zelda: Link's Awakening (videogioco 2019) (Link)
- The Legend of Zelda: Echoes of Wisdom (Link)
- The Song of Saya (Ryouko Tanbo)
- Unicorn Overlord (Gilbert)
- Xenoblade Chronicles 2 (Mòrag)

### Drama CDs
- 07 Ghost (Teito Klein)
- Blaue Rosen (Mizuki Sakurazaka)
- Gravitation (Yoshiki Kitazawa)
- Higurashi no naku koro ni (Satoshi Hojo)
- Shugo Chara! (Kairi Sanjou)